# Soulful (album)
 (février 2020).
Si vous disposez d'ouvrages ou d'articles de référence ou si vous connaissez des sites web de qualité traitant du thème abordé ici, merci de compléter l'article en donnant les références utiles à sa vérifiabilité et en les liant à la section « Notes et références ».
Pour les articles homonymes, voir Soul (homonymie).
Soulful est un album de Dionne Warwick, sorti en 1969 sur Scepter Records. Ce fut le premier album de Warwick qui n'impliqua pas directement son équipe de production et de composition de longue date, composée du tandem Burt Bacharach et Hal David. Cet opus est produit par Dionne Warwick elle-même et Chips Moman. Il comprend des reprises de Soul ou ce qui était considéré comme des chansons pop influencées par la soul, afin de véhiculer une image plus R&B que lors de ses collaborations avec Bacharach et David (catalogués muzak). 

## Histoire
Dionne Warwick fut alors encouragée à faire un album R&B par le succès surprise de la face B de son tube à succès Do You Know the Way to San Jose : Let Me Be Lonely sur le Billboard Hot 100 chart, où cette piste teintée de gospel, avec une promotion quasiment inexistante, atteint le n°71 . 
Soulful a été enregistré aux American Studios de Chips Moman à Memphis, Tennessee ; Warwick était soutenue par le groupe maison comprenant Gene Chrisman (batterie), Tommy Cogbill (basse), Bobby Emmons (claviers) et Reggie Young (guitare) . Treize titres ont été enregistrés: les interprétations de Warwick de The Weight, Loving You Is Sweeter Than Ever et The Love of My Man ne figuraient pas sur l'album. 
Le morceau You've Lost That Lovin 'Feeling est le seul single issu de l'album aux États-Unis et  fut un succès à la 16e place du Billboard Hot 100 Singles Chart (13e place R&B). Au Royaume-Uni, Dionne Warwick a eu un succès mineur avec People Got To Be Free écrit par Rascals Felix Cavaliere & Eddie Brigati. Avec un pic à la 11e place sur le palmarès des albums du Billboard Hot 100, Soulful était l'un des albums les plus réussis de Warwick dans les années 1960, en partie grâce à sa promotion via des annonces dans les journaux pleine page, placées par Warwick elle-même. 
En 1972, Scepter a sorti From Within qui comprenait les treize titres des sessions de Soulful ainsi que treize titres obscurs influencés par le R&B de Warwick . Parus alors que Warwick mettait fin à son contrat avec Scepter, From Within a atteint le numéro 169 ; les titres The Love of My Man et I'm Your Puppet ont été publiés sous forme de singles, et gagnèrent les places respectives de n°107 et n°113 du bubbling under the Hot 100
En janvier 2004, Rhino Handmade a publié l'édition limitée (5000 exemplaires) Soulful Plus, un disque vendu uniquement sur Internat, comprenant les treize pistes des sessions Soulful plus neuf pistes obscures influencées par le R&B de Warwick et une version inédite de Put a Little Love in Your Heart.

## Liste des pistes
| 1. | You've Lost That Lovin' Feeling |  |
| 2. | I'm Your Puppet                 |  |
| 3. | People Got to Be Free           |  |
| 4. | You're All I Need to Get By     |  |
| 5. | We Can Work It Out              |  |

| 6.  | A Hard Day's Night            | 3:03 |
| 7.  | Do Right Woman - Do Right Man | 3:00 |
| 8.  | I've Been Loving You Too Long | 3:31 |
| 9.  | People Get Ready              | 2:44 |
| 10. | Hey Jude                      | 4:02 |